# Europavej E65
E65 er en europavej der begynder i Malmø i Sverige og ender i Chania i Grækenland. Undervejs går den blandt andet gennem: Ystad i Sverige ...(færge)... Świnoujście, Wolin, Goleniów, Szczecin, Świebodzin og Zielona Góra i Polen; Harrachov, Železný Brod, Turnov, Mladá Boleslav, Prag, Jihlava og Brno i Tjekkiet; Bratislava i Slovakiet; Rajka, Mosonmagyaróvár, Csorna, Szombathely, Körmend, Zalaegerszeg, Nagykanizsa og Letenye i Ungarn; Zagreb, Karlovac, Rijeka, Split og Metković i Kroatien; Bosnien-Hercegovina; Dubrovnik i Kroatien; Petrovac, Podgorica og Bijelo Polje i Montenegro; Serbien; Skopje, Kičevo, Ohrid og Bitola i Makedonien; Niki, Vevi, Kozani, Larissa, Domokos, Lamia, Brallos, Itea, Antirrio, Rio, Aigio, Korinth, Tripoli, Kalamata ...(færge)... og Kissamos i Grækenland.